# Gobierno Rodríguez
El Gobierno Rodríguez es la composición del gobierno de las Islas Canarias desde el 13 de julio de 1999, hasta el 12 de julio de 2003 durante la V legislatura del Parlamento de Canarias. Estuvo presidido por Román Rodríguez.

## Historia
Después de que Coalición Canaria quedase como primera fuerza en el Parlamento de Canarias tras las elecciones del 13 de junio de 1999, Román Rodríguez es investido como Presidente del Gobierno de Canarias sucediendo a Manuel Hermoso y gracias a los votos del Partido Popular y Agrupación Herreña Independiente en el Parlamento. La composición del Gobierno Rodríguez comenzó el 13 de julio de 1999.
El gobierno estuvo formado por 10 consejerías y 1 vicepresidencia inicialmente. Después de la salida del gobierno del PP, se redujo el número de consejerías a 9.

## Composición

### Inicial
| Función                                                   | Titular                                                           | Titular                                               | Partido |
| --------------------------------------------------------- | ----------------------------------------------------------------- | ----------------------------------------------------- | ------- |
| Presidente del Gobierno                                   |                                                                   | Román Rodríguez Rodríguez                             | CC      |
| Vicepresidente                                            |                                                                   | Adán Pablo Martín Menis                               | CC      |
| Consejero de Economía y Hacienda                          |                                                                   | Adán Pablo Martín Menis                               | CC      |
| Consejero de Presidencia                                  |                                                                   | Julio Bonis Álvarez                                   | CC      |
| Consejero de Obras Públicas, Vivienda y Aguas             |                                                                   | Antonio Ángel Castro Cordobez                         | CC      |
| Consejero de Agricultura, Ganadería, Pesca y Alimentación |                                                                   | Gabriel Mato Adrover (Hasta el 01/02/2000)            | PP      |
| Consejero de Agricultura, Ganadería, Pesca y Alimentación | Lorenzo Alberto Suárez Alonso (Interino)                          | PP                                                    |         |
| Consejero de Agricultura, Ganadería, Pesca y Alimentación | Guillermo Guigou Suárez (Desde el 18/02/2000 hasta el 19/12/2000) | PP                                                    |         |
| Consejero de Educación, Cultura y Deportes                |                                                                   | José Miguel Ruano León                                | CC      |
| Consejero de Industria y Comercio                         |                                                                   | Lorenzo Alberto Suárez Alonso (Hasta el 29/01/2001)   | PP      |
| Consejero de Política Territorial y Medio Ambiente        |                                                                   | Tomás Van de Walle de Sotomayor (Hasta el 29/01/2001) | PP      |
| Consejero de Sanidad y Consumo                            |                                                                   | José Carlos Francisco Díaz (Hasta el 28/03/2000)      | CC      |
| Consejero de Sanidad y Consumo                            | José Rafael Díaz Martínez (Desde el 28/03/2000)                   | CC                                                    |         |
| Consejero de Turismo y Transportes                        |                                                                   | Juan Carlos Becerra Robayna                           | CC      |
| Consejero de Empleo y Asuntos Sociales                    |                                                                   | Marcial Morales Martín                                | CC      |

### Reforma del 29 de enero de 2001
En enero de 2001 el presidente del Gobierno autonómico decide cesar a los consejeros del PP, pasando a formar un gobierno monocolor en minoría.
El presidente del Gobierno aprovechó la ocasión para reducir el tamaño del gobierno, reduciéndolo de 10 consejerías a 9, suprimiendo la consejería de Industria y Comercio, pasando estas competencias a las nuevas consejerías de Presidencia e Innovación Tecnológica y Economía, Hacienda y Comercio.
| Función                                                   | Titular | Titular                        | Partido |
| --------------------------------------------------------- | ------- | ------------------------------ | ------- |
| Presidente del Gobierno                                   |         | Román Rodríguez Rodríguez      | CC      |
| Vicepresidenta                                            |         | Adán Pablo Martín Menis        | CC      |
| Consejero de Economía, Hacienda y Comercio                |         | Adán Pablo Martín Menis        | CC      |
| Consejero de Presidencia e Innovación Tecnológica         |         | Julio Bonis Álvarez            | CC      |
| Consejero de Obras Públicas, Vivienda y Aguas             |         | Antonio Ángel Castro Cordobez  | CC      |
| Consejero de Agricultura, Ganadería, Pesca y Alimentación |         | Pedro Rodríguez Zaragoza       | CC      |
| Consejero de Educación, Cultura y Deportes                |         | José Miguel Ruano León         | CC      |
| Consejero de Política Territorial y Medio Ambiente        |         | Fernando José González Santana | CC      |
| Consejero de Sanidad y Consumo                            |         | José Rafael Díaz Martínez      | CC      |
| Consejero de Turismo y Transportes                        |         | Juan Carlos Becerra Robayna    | CC      |
| Consejero de Empleo y Asuntos Sociales                    |         | Marcial Morales Martín         | CC      |